# 위균
위균(衛鈞, ?~?)은 발해의 관료이다.

## 생애
926년 음력 1월 마지막 왕 대인선(大諲譔)이 거란에 항복하였으나, 철주자사(鐵州刺史)였던 위균은 그해 음력 7월 반기를 들고 거란에 저항했다.
거란에서는 야율아보기(耶律阿保磯)의 둘째 아들인 대원수 야율요골(耶律堯骨: 야율덕광耶律德光)을 보내 위균의 발해 부흥세력을 공격하게 하였으며, 음력 7월 중에 철주성을 거란군에게 빼앗겼다. 그 후의 행적은 기록되어 있지 않다.

## 참고 자료
- 유, 득공 (1784). 《발해고》. 신고(臣考).
- 《요사(遼史)》 태조기(太祖紀)